# Trillium catesbaei
Trillium catesbaei е вид пролетно-цъфтящо многогодишно растение от семейство Melanthiaceae. Видът е незастрашен от изчезване.

## Разпространение
Видът е разпространен в югоизточната част на Съединените щати. Среща се във влажна и богата на хумус почва, под сянката на широколистни дървета, като американски бук и различни видове дъбове и тополи.